# Awantura (magazyn komiksowy)
Awantura – polski magazyn komiksowy wydawany w latach 1990–1991 w Bydgoszczy przez Studio Komiks Polski oraz wydawnictwo Horus (ogółem ukazały się cztery numery). Redaktorem naczelnym pisma był Andrzej Janicki.
Na łamach Awantury publikowali bydgoscy rysownicy, m.in. Janicki, Jerzy Wróblewski, Jacek Michalski oraz Krzysztof Różański, a także Wojciech Birek (Miasto trędowatych). Za publicystykę odpowiedzialni byli Jerzy Szyłak, Witold Tkaczyk i Tomasz Marciniak.